# Zeyarthiri Township
Zeyarthiri Township (Birmaans: ဇေယျာသီရိမြို့နယ်) is een van de acht townships van Naypyidaw Union Territory, Myanmar. 